# Murder by Pride
Murder by Pride è il settimo album in studio registrato e pubblicato dalla band christian metal statunitense Stryper, nel 2009.

## Tracce
1. Eclipse of the Son - 4:04
2. 4 Leaf Clover - 3:42
3. Peace of Mind - (Boston Cover feat. Tom Scholz) - 3:59
4. Alive - 3:36
5. The Plan - 3:10
6. Murder By Pride - 3:18
7. Mercy Over Blame - 4:08
8. I Believe - 3:43
9. Run In You - 4:15
10. Love Is Why - 4:07
11. Everything - 4:26
12. My Love - 3:16
13. My Love My Life My Flame - (Bonus Track) - 4.08

## Formazione
- Michael Sweet - chitarra, voce
- Oz Fox - chitarra
- Robert Sweet - batteria
- Tracy Ferrie - basso